# Craig Federighi
Craig Federighi (Alameda, Califórnia, 7 de maio de 1969) é o vice-presidente sênior de engenharia de software da Apple Inc.
Craig Federighi é vice-presidente sênior da Apple de Engenharia de Software, reportando ao CEO Tim Cook. Craig supervisiona o desenvolvimento do iOS, macOS e equipes de engenharia da Apple. Suas equipes são responsáveis por entregar o software no centro de produtos da Apple, incluindo a interface do usuário, aplicações e frameworks.
Craig voltou à Apple em 2009 para liderar a engenharia do OS X, trabalhando em uma série de grandes lançamentos de software, incluindo OS X Mavericks. Antes do seu regresso, Craig trabalhou na NeXT, seguido pela Apple, e, em seguida, passou uma década na Ariba, onde ocupou vários cargos, incluindo diretor de tecnologia.
Craig possui um grau de Master of Science em Ciência da Computação e Bacharelado em Engenharia Elétrica e Ciência da Computação pela Universidade da Califórnia, Berkeley.